# Gregory Harold Johnson
Gregory Harold Johnson detto Box (South Ruislip, 12 maggio 1962) è un ex astronauta e ufficiale statunitense, e ha partecipato alle missioni STS-123 e STS-134 dello Space Shuttle.
Johnson è nato a South Ruislip nel Middlesex in Inghilterra. Ha conseguito un bachelor of science in ingegneria aeronautica nella United States Air Force Academy nell'1984 e successivamente conseguito un master in flight structures engineering nella Columbia University nel 1985 e un master in business administration nell'Università del Texas nel 2005.

## Carriera militare
Johnson ha iniziato l'addestramento da pilota alla base aerea di Reese in Texas nel maggio 1984 e continuò ad essere istruttore pilota fino al 1989, quando venne selezionato per essere assegnato agli F-15. Dopo aver completato l'addestramento sull'F-15 venne assegnato al 335° Fighter Squadron alla base aerea Seymour Johnson nel Nord Carolina. Nel dicembre 1990, Johnson venne inviato ad Al Kharj in Arabia Saudita e partecipò a 34 missioni di combattimento nell'Operazione Desert Storm. Nel dicembre 1992 venne nuovamente inviato in Arabia Saudita dove partecipò a 27 missioni di combattimento nell'Operazione Southern Watch. Nel 1993 venne selezionato alla base aerea Edwards. Dopo la laurea, venne assegnato alla 445ª Flight Test Squadron, dove volò e collaudò aerei di tipo F-15 C/E, NF-15B e T-38 A/B. Ha collezionato più di 3500 ore di volo in più di 40 aerei diversi.

## Carriera alla NASA
Nel giugno 1998 venne selezionato alla NASA, ed iniziò l'addestramento nell'agosto dello stesso anno. Completò l'addestramento nel 2000 e, come astronauta candidato, venne assegnato a compiti tecnici nel Flight Crew Operations Directorate. Johnson venne inoltre assegnato al Shuttle Cockpit Avionics Upgrade (CAU) council, con il compito di riprogettare i display delle cabine di comando per le future missioni Shuttle.
Nel 2001 Johnson è stato riassegnato in compiti che includevano il supporto diretto degli equipaggi delle missioni STS-100 e STS-108, a capo della pianificazione per le procedure di annullamento della missione e per. Inoltre ha svolto un ruolo chiave in vari team durante le indagini sul disastro dello Space Shuttle Columbia nel 2003. Ha partecipato al team dedicato ai test sugli impatti del rivestimento del serbatoio esterno, che ha dimostrato la possibilità di un danno critico ai bordi anteriori delle ali di uno Space Shuttle a seguito dell'impatto di frammenti di rivestimento che accidentalmente si possono staccare dal serbatoio esterno durante la fase di decollo (come effettivamente accadde durante l'incidente del Columbia). Nel 2004 svolse la funzione di Deputy Chief del ramo Astronaut Safety per quanto riguarda lo Space Shuttle, la Stazione spaziale internazionale e il T-38. Nel 2005 venne incaricato di coprire il ruolo di rappresentante degli astronauti in supporto allo sviluppo e test della navetta Orion.
Nel marzo 2008 volò come pilota dello Space Shuttle Endeavour nella missione STS-123, mentre nel maggio 2011 ricoprì lo stesso ruolo nella missione STS-134.